# Heathers il musical
Heathers il musical  è un adattamento musical dell'omonimo film del 1989 con libretto e testo di Laurence O'Keefe e Kevin Murphy. Lo show ha esordito a Los Angeles nel settembre del 2013  e si è spostato Off-Broadway nel 2014. Nel 2018 è anche iniziata una produzione nel West End.

## Sinossi

### Atto 1
La vicenda parte all'inizio dell'anno scolastico nel 1989 nella scuola superiore Westerberg. La protagonista è una ragazza dell'ultimo anno, Veronica Sawyer. Dopo aver falsificato dei documenti per loro, Veronica si ritrova a far parte della cricca delle Heathers, composta dalle tre ragazze più popolari della scuola, tutte di nome Heather (“Beautiful”).
Tre settimane dopo, Heather Chandler (leader del gruppo) ordina a Veronica di falsificare una lettera d'amore per Martha Dunnstock, migliore amica di Veronica, da parte di Ram, giocatore di football per cui la ragazza ha una cotta, tentandola con la promessa di popolarità (“Candy Store”). Il misterioso nuovo ragazzo che cita poesie, Jason "J.D." Dean, critica Veronica per aver tradito la sua amica. Dopo che J.D. vince una lotta contro Ram e Kurt, Veronica si ritrova inaspettatamente attratta da lui (“Fight for Me”). I genitori di Veronica confessano alla figlia che non sono sicuri che gli piacciano i suoi nuovi amici e preferirebbero che uscisse di nuovo con Martha (“Candy Store (Playoff)”).
Veronica flirta con J.D. in un 7-Eleven, dove esalta le virtù dello Slurpee per intorpidire il suo dolore (“Freeze Your Brain”). Alla festa a casa di Ram, Veronica si ubriaca sempre di più (“Big Fun”). Quando le Heather fanno crudelmente uno scherzo a Martha, Veronica si ribella con rabbia verso il gruppo e vomita su Heather C., che a sua volta giura di distruggere la sua reputazione. Senza niente per cui vivere, sapendo che il giorno dopo verrà “cancellata”, Veronica irrompe nella camera da letto di J.D. e fa sesso con lui (“Dead Girl Walking”).
Dopo aver avuto sogni tormentanti (“Veronica's Chandler Nightmare”) Veronica, con J.D. al seguito, si scusa con Heather C. e mescola le cure per i postumi di una sbornia. J.D. aggiunge per scherzo un detergente tossico per lo scarico alla sua tazza, Veronica però confonde le tazze e da quella avvelenata a Heather C., che cade morta, poiché J.D. non l’ha avvisata dello scambio. Veronica va nel panico, ma J.D. la convince a scrivere un biglietto di suicidio, che dipinge Heather C. come più complessa e fraintesa. Questa versione romanzata di lei conquista la simpatia di tutti e diventa ancora più venerata nella morte di quanto non fosse nella vita (“The Me Inside of Me”).
Veronica cerca di andare avanti con la sua vita normale, ma viene rimproverata e derisa dal fantasma di Heather C., che la avverte che aveva tenuto sotto controllo le altre due Heather e con lei andata, le cose sarebbero solo peggiorate. Veronica cerca di salvare le restanti Heather da Kurt e Ram ubriachi, che poi tentano senza successo di violentarla (“Blue” o “You're Welcome”). Con Heather C. morta, Heather Duke assume il suo status e prende il simbolico scrunchie rosso, diventando ancora più un tiranno di quanto non fosse Heather C., mentre Ram e Kurt dicono a tutti di aver fatto sesso con Veronica (“Blue (Reprise)” o “Never Shut Up Again”). Veronica è marchiata come una prostituta (“Blue” (Playoff), non inclusa nel West End e nelle produzioni future), e quando J.D. attacca gli atleti per difenderla, lo picchiano selvaggiamente.
J.D. e Veronica si consolano a vicenda e pianificano uno scherzo per vendicarsi: lei attirerà gli atleti al cimitero con la promessa di rendere reale il loro trio immaginario, poi insieme gli spareranno con proiettili tranquillanti "Ich lüge" per metterli fuori combattimento prima di lasciare un altro biglietto di suicidio falsificato dove confessano che erano amanti gay. Quando arrivano, J.D. spara a Ram ma Veronica manca Kurt. Mentre si rende conto che Ram è morto e i proiettili sono reali, J.D. poi spara a Kurt e proclama il suo amore eterno a una Veronica inorridita (“Our Love Is God”).

### Atto 2
Ai funerali di Ram e Kurt, Veronica pensa che loro avrebbero potuto superare la loro immaturità (“Prom or Hell?”). Colpito dal dolore, il padre di Ram rimprovera quello di Kurt per essere rimasto omofobo, fino a quando quest'ultimo improvvisamente bacia il primo, rivelando la loro storia d'amore segreta e Ram e Kurt vengono trasformati in martiri dell'omofobia (“My Dead Gay Son”). Convinto che gli omicidi siano per un bene più grande, J.D. esorta Veronica a scegliere Heather D. come successiva vittima. Lei rifiuta, quindi lui si lamenta di non aver fatto nulla di fronte all'ingiustizia, rivelando di aver assistito al suicidio di sua madre da ragazzo, mettendo a dura prova la sua relazione con suo padre e causando il loro costante trasferirsi. Veronica gli dà un ultimatum: rinunciare alla violenza e vivere una vita normale con lei o perderla per sempre (“Seventeen”). J.D. è d'accordo e si riconciliano. Martha dice a Veronica che sospetta che J.D. abbia ucciso gli atleti, credendo che la “nota d'amore” di Ram per lei sia la prova. Veronica, sollecitata dal fantasma di Heather C., confessa che in realtà è stata lei a scriverlo. Martha ha il cuore spezzato e scappa in lacrime.
La consulente di orientamento (insegnante nella produzione del West End) Mrs. Fleming tiene un'assemblea di terapia televisiva (“Shine a Light”). Esorta tutti a rivelare le loro paure e insicurezze, ma solo Heather M. ammette di avere pensieri suicidi (“Lifeboat”). Heather D. la prende in giro e fa impazzire gli studenti. Veronica si scaglia e sbotta una confessione: “Non si sono uccisi! Li ho uccisi!” - ma tutti ridono beffardamente, credendo che lei sia solo alla disperata ricerca di attenzione. Poco dopo, Heather M. cerca di uccidersi con un'overdose in bagno, mentre Heather D. la prende in giro nel suo subconscio (“Shine a Light (Reprise)”), ma Veronica la ferma. J.D., portando una pistola, cerca di convincere Veronica a uccidere ancora una volta Heather D. e lei, rendendosi conto di quanto sia instabile, rompe con lui (“I Say No” nella versione del West End).
J.D. ricatta Heather D. per far firmare una petizione a tutti gli studenti. Martha, in lutto per Ram, cerca anche lei di suicidarsi saltando da un ponte (“Kindergarten Boyfriend”), ma sopravvive. Veronica si precipita all'ospedale, derisa dai fantasmi di Kurt, Ram e Heather C., mentre i suoi genitori cercano di assicurarle di aver passato anche loro tutto quello che lei sta passando (“Yo Girl”). Torna poi a casa, dove J.D. irrompe. Mentre lei si barrica nel suo armadio, lui rivela che la petizione, firmata da ogni studente, è in realtà una nota di suicidio di massa, poiché lui progetta di far saltare in aria la palestra durante un raduno per farlo sembrare un suicidio collettivo, usando l'esperienza di demolizione di suo padre per ideare il piano (“Meant to Be Yours”). Apre poi l'armadio e trova Veronica penzolante da un cappio. Seppur addolorato, J.D. decide di completare comunque il suo piano.
Veronica, che aveva solo finto la sua morte, corre per fermarlo (“Dead Girl Walking (Reprise)”). Affronta J.D. nel locale caldaia e, durante la loro lotta, gli spara. Incapace di disattivare il detonatore, Veronica lo porta al campo di calcio vuoto, fuori portata per far esplodere le bombe. J.D. la convince a lasciarlo prendere invece il detonatore (“I Am Damaged”). La bomba esplode, uccidendo solo lui.
Tornata a scuola, Veronica porta via lo scrunchie rosso di Heather C. da Heather D. e la bacia sulla guancia, ponendo fine all'era del ridicolo sociale. Veronica poi invita Martha e Heather M. a uscire (Heather D. è inclusa in alcune produzioni), a noleggiare un film e a continuare essere bambini prima che l'infanzia sia finita (“Seventeen (Reprise)”).

## Numeri musicali
- Beautiful – Veronica, H. Chandler, H. McNamara, H. Duke, Kurt, Ram, Martha, Ms. Fleming e coro
- Candy Store – H. Chandler, H. McNamara e H. Duke
- Fight for Me – Veronica e studenti
- Freeze Your Brain – J.D.
- Big Fun – Ram, Kurt, Veronica, H. Chandler, H. McNamara, H. Duke e studenti
- Dead Girl Walking – Veronica e J.D.
- Veronica's Chandler Nightmare – H. Chandler e coro
- The Me Inside of Me – H. Chandler, Veronica, J.D., Ms. Fleming, preside, Coach, poliziotto e coro
- Blue" (2010-2018) – Ram, Kurt, H. Duke e H. McNamara
- You're Welcome ††  – Ram, Kurt, Veronica
- Blue † (Reprise) – Ram, Kurt, H. Duke, H. McNamara e studenti
- Never Shut Up Again ††– H. Duke, Ram, Kurt e coro
- Our Love Is God – J.D., Veronica, Ram, Kurt e coro

Atto II
- Prom or Hell? † – Veronica
- My Dead Gay Son – padri di Kurt e Ram e coro
- Seventeen – Veronica e J.D.
- Shine a Light – Ms. Fleming e studenti
- Lifeboat – H. McNamara
- Shine a Light (Reprise) – H. Duke e studenti
- I Say No  †† – Veronica e coro
- Hey Yo, Westerberg † – H. McNamara e studenti
- Kindergarten Boyfriend – Martha
- Yo Girl – H. Chandler, Ram, Kurt, Veronica e madre di Veronica
- Meant to Be Yours – J.D. e studenti
- Dead Girl Walking (Reprise) – Veronica, J.D., Ms. Fleming, e studenti
- I Am Damaged – J.D. e Veronica
- Seventeen (Reprise) – Veronica, Martha, H. McNamara, H.Duke e coro

† Non presente nelle registrazioni ufficiali dei brani

†† canzoni aggiunte nella versione del West End
Nella versione del West End la canzone Blue viene sostituita dal brano You're welcome, originariamente composto per la versione per scuole superiori. Questo perché il brano originale era sempre stato polarizzante: molti infatti ritenevano che trattasse il tema delle violenze sessuali in modo troppo superficiale e leggero. Sono inoltre state aggiunte due canzoni inedite: I say no, in cui Veronica chiude ufficialmente la sua relazione con J.D., e Never shut up again, un assolo di Heather Duke che esprime le sue emozioni e i suoi pensieri riguardanti la situazione dopo la morte di Heather Chandler.

## Sviluppo e produzioni

### New York
Lo show doveva inizialmente esordire nel 2010 con Kristen Bell nel ruolo di Veronica e Christian Campbell come J.D. In seguito a un cambio di programma però nel settembre del 2010 al Joe's Pub a New York andò in scena solo una versione incompleta dell'opera che era a metà tra un concerto e una lettura di prova della sceneggiatura.

### Los Angeles
La première mondiale è avvenuta nel 2013 a Los Angeles dove lo spettacolo ha aperto il 21 settembre e ha chiuso definitivamente il 6 ottobre di quello stesso anno.

### Off-Broadway
Lo spettacolo ha aperto Off-Broadway il 15 marzo 2014 al New World Stages  e ha chiuso il 4 agosto dello stesso anno dopo essere andato in scena 145 volte più 17 volte in preview.

### West-end e Tour del Regno Unito
Tra il 2018 e il 2019 sono iniziate le produzioni all'Other palace nel West End di Londra e dal 2020 lo show ha iniziato un tour del Regno Unito.

## Heaters per le scuole
A causa della popolarità dello spettacolo tra un pubblico di adolescenti gli, scrittori nel 2016 sviluppano una versione alternativa da dare in licenza alle scuole superiori per i rispettivi spettacoli teatrali. Questa nuova versione è molto meno volgare ed esplicita della versione originale: molti dei testi delle canzoni e dei dialoghi sono stati infatti alterati per rendere lo spettacolo adeguato per una produzione scolastica.

## Cast
| Personaggio                                | Off-Broadway         | West End             | UK tour        |
| ------------------------------------------ | -------------------- | -------------------- | -------------- |
| Veronica Sawyer                            | Barrett Wilbert Weed | Carrie Hope Fletcher | Rebecca Wickes |
| Jason "J.D." Dean                          | Ryan McCartan        | Jamie Muscato        | Simon Gordon   |
| Heather Chandler                           | Jessica Keenan Wynn  | Jodie Steele         | Maddison Firth |
| Heather McNamara                           | Elle McLemore        | Sophie Isaacs        | Lizzy Parker   |
| Heather Duke                               | Alice Lee            | T'Shan Williams      | Merryl Ansah   |
| Martha Dunnstock                           | Jenny O’Leary        | Madison Swan         | Mhairi Angus   |
| Ram Sweeney                                | Jon Eidson           | Dominic Andersen     | Rory Phelan    |
| Kurt Kelly                                 | Evan Todd            | Chris Chung          | Liam Doyle     |
| Bill Sweeney / Big Bud Dean / Coach Ripper | Anthony Crivello     | Nathan Amzi          | Kurt Kansley   |
| Paul Kelly / Mr. Sawyer / preside Gowan    | Daniel Cooney        | Jon Boydon           | Andy Brady     |
| Mrs. Sawyer / Pauline Fleming              | Michelle Duffy       | Rebecca Lock         | Georgina Hagen |

## Accoglienza

### Off-Broadway
La critica ha accolto lo show con recensioni miste. Alcuni critici hanno apprezzato l'energia e l'umorismo irriverente dello spettacolo e hanno ritenuto che risultasse essere un adattamento al contempo rispettoso e innovativo del materiale originale. Altri invece hanno criticato le canzoni per essere troppo generiche e non hanno apprezzato il contrasto tra i temi seri e delicati e il tono allegro della produzione. Nonostante questo, le performance attoriali sono state generalmente apprezzate.

### West End
Le recensioni della produzione inglese sono state altrettanto altalenanti ma hanno generalmente concordato nell'apprezzare la performance di Carrie Hope Fletcher che interpreta Veronica.
Nonostante le recensioni tutt'altro che stellari lo spettacolo si è rivelato popolare tra un pubblico di adolescenti e giovani adulti che ha riempito le sale a quasi ogni produzione.

## Riconoscimenti
Lo show ha vinto il premio di miglior nuovo musical e di migliore attrice protagonista agli WhatsOnStage Awards nel 2019.